# Chrám Narození Přesvaté Bohorodičky (Jarabina)
Chrám Narození Přesvaté Bohorodičky v Jarabině je barokní řeckokatolická cerkev. Chrám byl původně pravoslavný, ale po sametové revolucí byl převeden do vlastnictví řeckokatolické církve.
Chrám byl postaven za vlády rakouského a uherského krále Františka I. Výstavba začala roku 1803 na místě bývalého dřevěného chrámu a byla dokončena italskými zednickými mistry roce 1809. Roku 1894 byla střecha pokryta plechem, v chrámu přibyla sakristie a podlaha se vyložila dlaždicemi, přibyla i vnitřní malba chrámu a na věži hodiny. Roku 1905 se zakoupily dva zvony, největší z nich byl pojmenován Nikolaj. Později byly v chrámu čtyři zvony. V roce 1917 byly tři zvony použity k výrobě kanónů.
Okolí chrámu zdobí vysázené duby, jejichž věk dosahuje přibližně 200 let. V chrámu se nachází mnoho kulturních památek, oltář, čtyři svícny, ikonostas.